# St Barths Bucket Regatta
La St Barths Bucket Regatta est une compétition de voile française bateaux annuelle, qui se déroule sur trois jours à Saint Barthélemy, dans les Caraïbes. Elle a généralement lieu au mois de mars. La première régate à Saint-Barthélemy même a eu lieu en 1995 avec quatre voiliers : Sariyah, Gleam, Mandalay et Parlay. Dix ans plus tard, 26 bateaux ont participé à la course. Pour postuler et s'aligner sur la ligne de départ, les plaisanciers doivent recevoir une invitation et inscrire des bateaux de 100 pieds et plus. Lors de la régate de 2008, des bateaux dont l' Altair de 125 pieds, le Tenacious de 115 pieds, l'Helios de 148 pieds et le Windrose de 152 pieds (le vainqueur).